# Mauzoleum w Jałowcu
Mauzoleum Roberta Karla von Lachmann-Falkenau w Jałowcu – zabytkowe mauzoleum we wsi Jałowiec (województwo dolnośląskie) w Polsce, w powiecie lubańskim, w gminie Lubań.
Neogotyckie mauzoleum znajduje się w pałacowym parku, w Jałowcu (Wingendorf). Zbudowane wg projektu Carla Johanna Lüdeckego pozostaje wyjątkowym dziełem w twórczości tego architekta. W założeniu w Jałowcu w niespotykany sposób połączona została architektura sepulkralna i oryginalna rzeźba z otaczającą przestrzenią i zielenią towarzyszącą zespołowi grobowca. Dla rodziny von Lachmann Lüdecke wykonał dwie wersje, nieznacznie się różniące się detalem – przede wszystkim rzeźb mających zdobić mauzoleum. Mauzoleum było przeznaczone dla barona Roberta Karla, jedynego syna właścicieli majątku w Jałowcu – barona Karla Christiana von Lachmanna i Mathildy Theodory von Lachmann-Falkenau. Robert Karl von Lachmann-Falkenau w wieku 23 lat zginął w bitwie pod Mars-la-Tour 16 sierpnia 1870, służąc w stopniu porucznika 16. Pułku Huzarów Schleswig-Holstein Królewskiej Armii Pruskiej w wojnie francusko-pruskiej. Był on ostatnim męskim potomkiem rodu Lachmanów. Pierwsza z wersji projektowych datowana jest na grudzień 1870 roku. W pierwszej wersji Lüdecke założył mauzoleum na planie prostokąta, z kryptą o wejściu w podłodze, w pierwszym przęśle, przeznaczoną na cztery sarkofagi, a więc od początku mauzoleum miało być nie tylko monumentem sławiącym młodego barona, ale i grobowcem rodzinnym. Konstrukcja części nadziemnej składała się z czterech filarów z przyporami, o rzutach krzyża greckiego, murowanych z cegły i uzupełnianych profilowanymi blokami z piaskowca. W węższych bokach, będących osią założenia przestrzennego całości, wprowadzona została partia wejściowa z podejściem o pięciu stopniach, a po jej przeciwnej stronie czterodzielne okno maswerkowe z widokiem na aleję lipową. Druga z wersji powstała w lipcu 1881 roku. W obu wersjach układ rzeźbiarski wewnątrz kaplicy miał inne znaczenie symboliczne niż rzeźba wprowadzona ostatecznie do mauzoleum. 

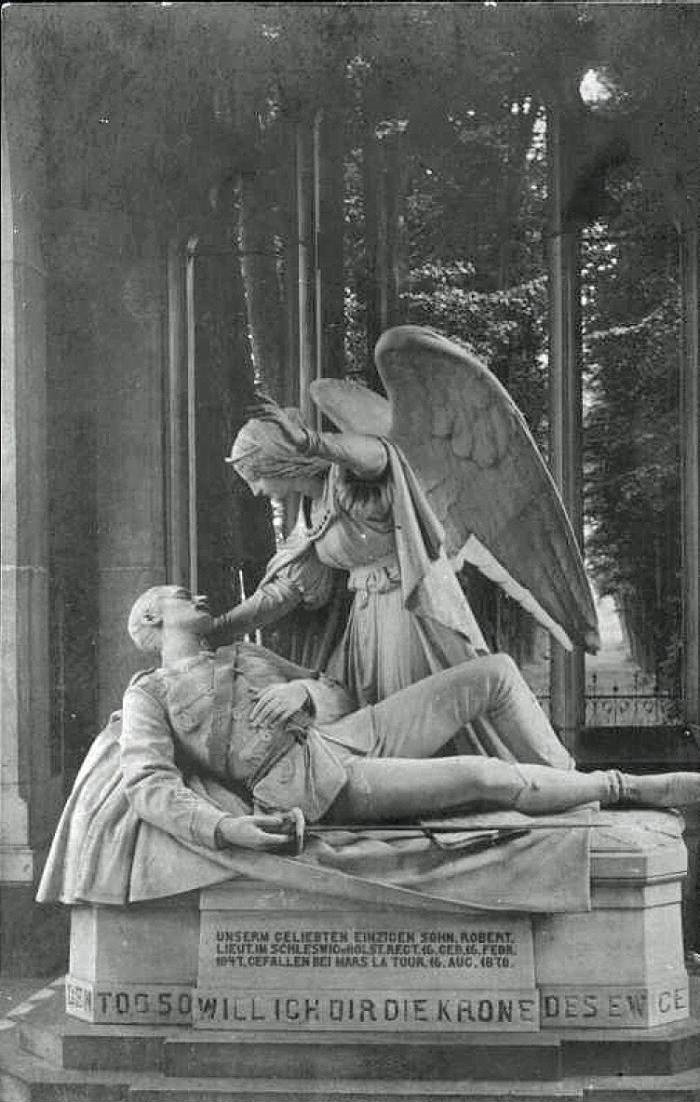
Fotografia archiwalna rzeźby nagrobnej

Lachmannowie ostatecznie zdecydowali o zmianie programu rzeźbiarskiego. Nowe przedstawienie powstało w berlińskiej pracowni Rudolfa Siemeringa. Zmarły nie śpi, lecz jest śmiertelnie ranny i gaśnie, ma szablę w dłoni, ale nie jest gotów stanąć do ziemskiego boju, a broń wysuwa się z ręki. Niebieski posłaniec pojawia się, aby przynieść pocieszenie i wskazać mu drogę. Anioł już nie jest antyczną boginią zwycięstwa Nike, lecz ma średniowieczne szaty i pozbawiony jest atrybutów wiktorii. Dłoń anioła wskazuje na Niebo, a za jego postacią – widoczna przez powiększony w stosunku do oryginalnej wersji projektu maswerk okienny – otwiera się perspektywa. Oś perspektywiczna tworzona przez zacienioną aleję drzew kończy się światłem przestrzeni nad rzeką i staje się symboliczną drogą w zaświaty. Na postumencie rzeźby znalazły się dwa napisy: Naszemu ukochanemu jedynemu synowi Robertowi porucznikowi w 16 Pułku Szlezwik-Holstein urodzonemu 16 lutego 1847 zginął pod Marsem La Tour 16 sierpnia 1870. Drugi napis jest cytatem z Apokalipsy św. Jana Bądź wierny aż do śmierci, a dam ci koronę żywota [5, Ap. 2, 10]. Zmiana ikonografii rzeźby spowodowała modyfikację tylnej części mauzoleum. Okno zostało powiększone, a laskowanie w dolnej części zredukowane.

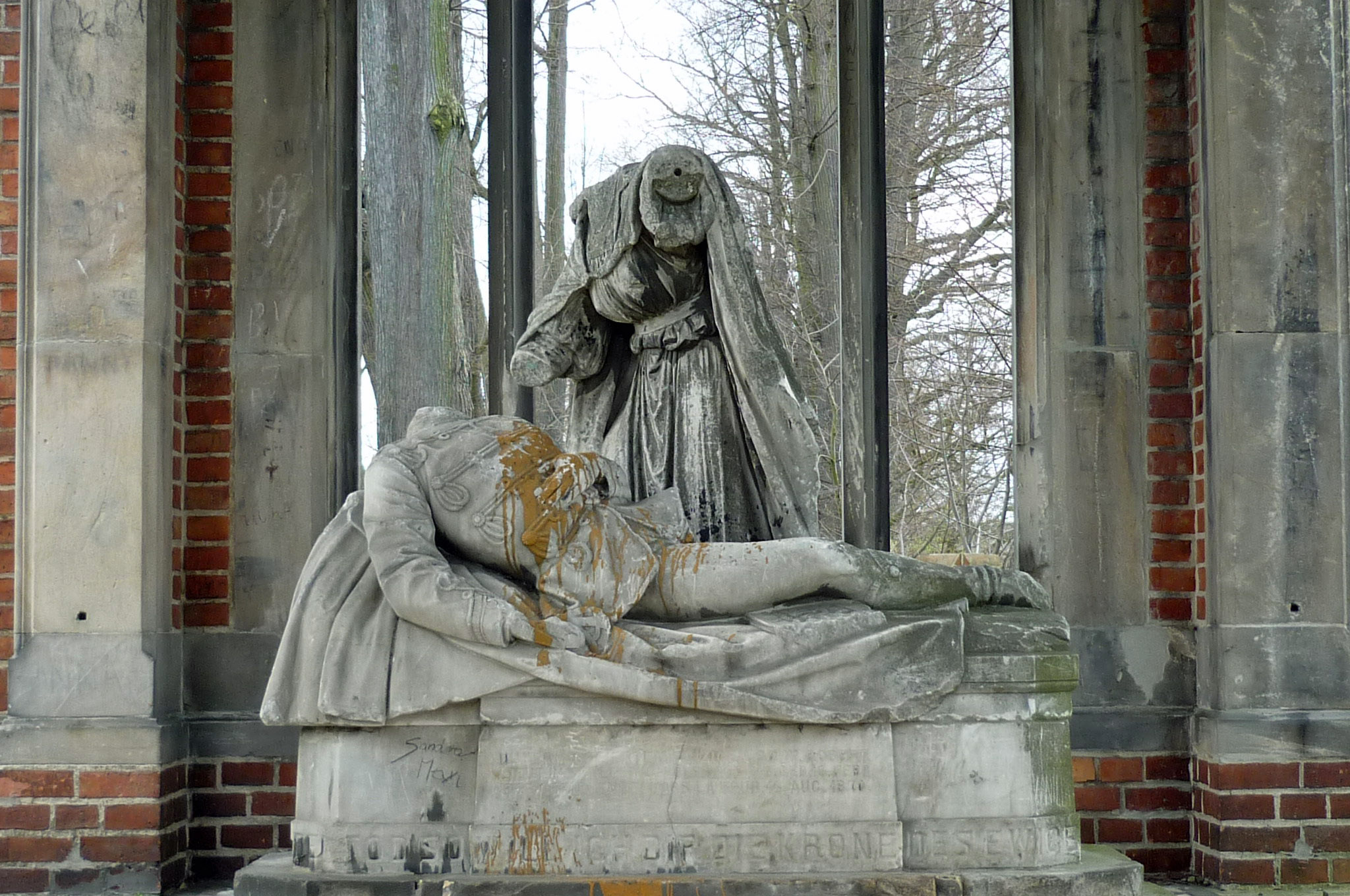
Stan rzeźby obecnie

Mauzoleum przez całe lata popadało w ruinę. Na początku lat 90. XX w. wewnątrz można było znaleźć pootwierane, zdewastowane trumny. Zniszczone zostały rzeźby. Anioł pozbawiony jest głowy, rąk i skrzydeł. Natomiast zmarły oprócz głowy stracił też rękę, dłoń i nogę, dodatkowo ktoś oblał go kolorową farbą. W lepszym stanie jest samo mauzoleum, które ubytki posiada w części zwieńczenia – nie zachowały się sterczyny i inne detale. Obiekt nosi dodatkowo ślady podpalenia. Sytuacja zmieniła się po kupieniu zespołu pałacowego przez nową właścicielkę, która na rozległym terenie chce prowadzić hodowlę koni, w pierwszej kolejności chce także naprawić dach mauzoleum, potem ma nastąpić oczyszczenie murów i rzeźb, a w dalszej perspektywie także renowacja rzeźb.